# ECHL
ECHL, dříve nazývána East Coast Hockey League (česky Východopobřežní hokejová liga), ale vzhledem k jejímu rozšířenému působení změnila oficiální název na tuto zkratku. ECHL je hokejová liga v USA. V soutěži působí 27 mužstev, z toho dvě kanadská. Liga se hraje od sezony 1988/89.
Kluby mají podepsané spolupráce alespoň s jedním z celků NHL a jsou jejich záložními mužstvy. Kvalitnější hokejisté, kteří se týmům z NHL nevejdou do základních sestav, ale většinou putují do American Hockey League.
Vítěz soutěže získává trofej Kelly Cup.

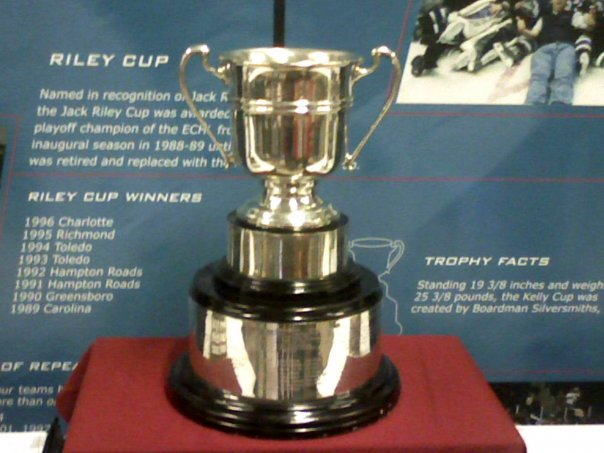
Trofej pro vítězný tým

## Přehled finále soutěže
| Sezona    | Vítěz                                         | Finálová série                             | Poražený finalista                         |
| --------- | --------------------------------------------- | ------------------------------------------ | ------------------------------------------ |
| 1988/1989 | Carolina Thunderbirds (klub zanikl)           | 4–3                                        | Johnstown Chiefs (klub zanikl)             |
| 1989/1990 | Greensboro Monarchs (klub zanikl)             | 4–1                                        | Winston-Salem Thunderbirds (klub zanikl)   |
| 1990/1991 | Hampton Roads Admirals (klub zanikl)          | 4–1                                        | Greensboro Monarchs (klub zanikl)          |
| 1991/1992 | Hampton Roads Admirals (klub zanikl)          | 4–0                                        | Louisville Icehawks (klub zanikl)          |
| 1992/1993 | Toledo Storm (klub zanikl)                    | 4–2                                        | Wheeling Thunderbirds                      |
| 1993/1994 | Toledo Storm (klub zanikl)                    | 4–1                                        | Raleigh Icecaps (klub zanikl)              |
| 1994/1995 | Richmond Renegades (klub zanikl)              | 4–1                                        | Greensboro Monarchs (klub zanikl)          |
| 1995/1996 | Charlotte Checkers (klub zanikl)              | 4–0                                        | Jacksonville Lizard Kings (klub zanikl)    |
| 1996/1997 | South Carolina Stingrays                      | 4–1                                        | Louisiana IceGators (klub zanikl)          |
| 1997/1998 | Hampton Roads Admirals (klub zanikl)          | 4–2                                        | Pensacola Ice Pilots (klub zanikl)         |
| 1998/1999 | Mississippi Sea Wolves (klub zanikl)          | 4–3                                        | Richmond Renegades (klub zanikl)           |
| 1999/2000 | Peoria Rivermen (klub zanikl)                 | 4–2                                        | Louisiana IceGators (klub zanikl)          |
| 2000/2001 | South Carolina Stingrays                      | 4–1                                        | Trenton Titans (klub zanikl)               |
| 2001/2002 | Greenville Grrrowl (klub zanikl)              | 4–0                                        | Dayton Bombers (klub zanikl)               |
| 2002/2003 | Atlantic City Boardwalk Bullies (klub zanikl) | 4–1                                        | Columbia Inferno (klub zanikl)             |
| 2003/2004 | Idaho Steelheads                              | 4–1                                        | Florida Everblades                         |
| 2004/2005 | Trenton Titans (klub zanikl)                  | 4–2                                        | Florida Everblades                         |
| 2005/2006 | Alaska Aces (klub zanikl)                     | 4–1                                        | Gwinnett Gladiators                        |
| 2006/2007 | Idaho Steelheads                              | 4–1                                        | Dayton Bombers (klub zanikl)               |
| 2007/2008 | Cincinnati Cyclones                           | 4–2                                        | Las Vegas Wranglers (klub zanikl)          |
| 2008/2009 | South Carolina Stingrays                      | 4–3                                        | Alaska Aces (klub zanikl)                  |
| 2009/2010 | Cincinnati Cyclones                           | 4–1                                        | Idaho Steelheads                           |
| 2010/2011 | Alaska Aces (klub zanikl)                     | 4–1                                        | Kalamazoo Wings                            |
| 2011/2012 | Florida Everblades                            | 4–1                                        | Las Vegas Wranglers (klub zanikl)          |
| 2012/2013 | Reading Royals                                | 4–1                                        | Stockton Thunder (klub zanikl)             |
| 2013/2014 | Alaska Aces (klub zanikl)                     | 4–2                                        | Cincinnati Cyclones                        |
| 2014/2015 | Allen Americans                               | 4–3                                        | South Carolina Stingrays                   |
| 2015/2016 | Allen Americans                               | 4–2                                        | Wheeling Nailers                           |
| 2016/2017 | Colorado Eagles                               | 4–0                                        | South Carolina Stingrays                   |
| 2017/2018 | Colorado Eagles                               | 4–3                                        | Florida Everblades                         |
| 2018/2019 | Newfoundland Growlers                         | 4–2                                        | Toledo Walleye                             |
| 2019/2020 | sezona nedohrána kvůli pandemii koronaviru    | sezona nedohrána kvůli pandemii koronaviru | sezona nedohrána kvůli pandemii koronaviru |
| 2020/2021 | Fort Wayne Komets                             | 3–1                                        | South Carolina Stingrays                   |
| 2021/2022 | Florida Everblades                            | 4–1                                        | Toledo Walleye                             |
| 2022/2023 | Florida Everblades                            | 4–0                                        | Idaho Steelheads                           |
| 2023/2024 | Florida Everblades                            | 4–1                                        | Kansas City Mavericks                      |